# Noakhali (district)
Noakhali est un district du Bangladesh. Il est situé dans la division de Chittagong. La ville principale est Noakhali.

## Historique

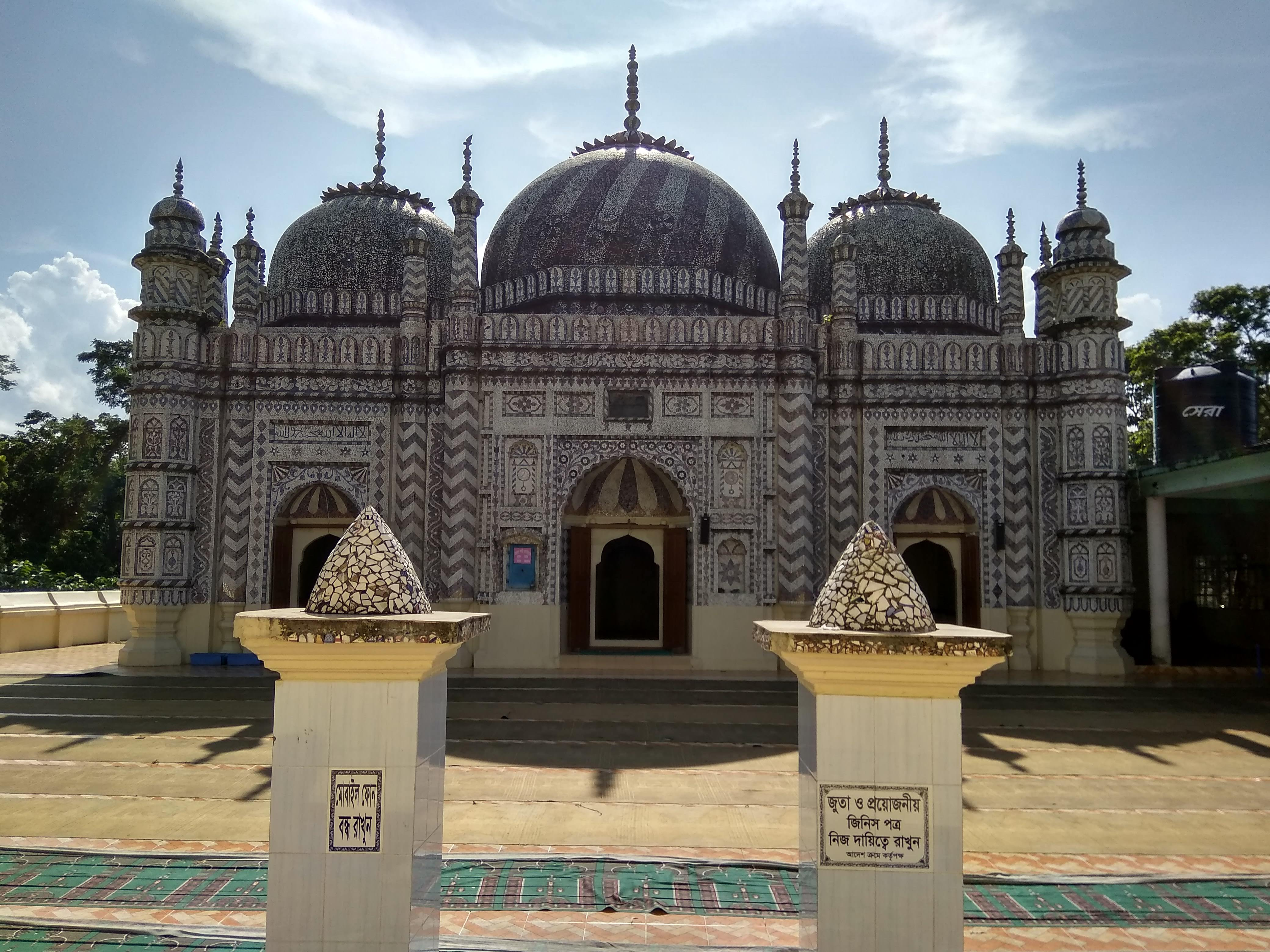
Mosquée Bajra Shahi.